# گرابوویتسا (گورنگی میلانوواتس)
گرابوویتسا (به صربی: Grabovica) یک منطقهٔ مسکونی در صربستان است که در گورنیی میلانوواس واقع شده‌است. گرابوویتسا ۱۵٬۴۸ کیلومتر مربع مساحت و ۴۵۶ نفر جمعیت دارد و ۵۰۰ متر بالاتر از سطح دریا واقع شده‌است.